# Gran Turismo 3: A-Spec
A Gran Turismo 3:A-spec (japánul:グランツーリスモ3: A-spec) egy autószimulátor játék, amit a Polyphony Digital fejlesztett és a Sony Computer Entertainment adott ki 2001-ben PlayStation 2 konzolra. Ez a rész volt a legelső, ami PlayStation 2-re jelent meg. A játék eredeti neve Gran Turismo 2000 lett volna, de a kiadási késések miatt végül Gran Turismo 3:A-spec lett. A GameRankings 94,54%-os értékelést adott a játékra. A játékból összesen 14,890,000 darab fogyott és a második legtöbbet eladott játék PlayStation 2 konzolon (legelső helyen a Grand Theft Auto: San Andreas áll).

## Játékmenet
A Gran Turismo 3:A-spec alapjaiban véve egy autószimulátor játék. A játékos egy autót vezet a gépi ellenfelek mellett különböző pályákon. A játék két különböző játékmódot nyújt: árkád mód és szimulációs mód (az európai verzióban Gran Turismo mód a neve). Az árkád módban a játékos szabadon választhat a már megnyitott pályák és járművek között. Ha a játékos teljesít 6 darab (új, megnyitott) pályát, akkor azzal több járművet, illetve pályát kap jutalmul (nehézségi szinttől függően). Szimulációs módban a játékosnak először vásárolnia kell egy járművet, amivel versenyezni tud. Ha egy versenyen első helyen végzünk, akkor kreditet kapunk (játékbeli fizetőeszköz). A játékos tud aktiválni több bajnokságot is, ha előtte leteszi a jogosítvány vizsgát. Ezek apróbb feladatokból álló tesztekből állnak (pl. S kanyar bevétel, fékezés, idő alatt 1 kört teljesíteni egy pályán, stb.). A játékos fejlesztheti járművei képességeit a tuning üzletben, hogy a jármű nagyobb lóerejű vagy jobban kormányozható legyen. Az előző részekhez képest nem 10 000 kredittel kezdünk, hanem 18 000-rel, mivel ebben a részben nem vásárolhatóak használt járművek.

## Különbségek az előző részekhez képest
A játék grafikája az elődeihez képest jobb lett (az első két részben az autók 300, míg a harmadik részben 4000 poligonból állnak) és ezzel megelőzte a korát. A játék autófelhozatala viszont eléggé szegényes: összesen csak 181 jármű áll a rendelkezésünkre. Viszont több pályával egészült ki a játék: összesen 34 versenypályán versenyezhetünk. A fizika is sokat javult (pl: a járművek nem túlkormányozottak).